# تکنوتری
تکنوتری (انگلیسی: Tecnotree) شرکت نرم‌افزار فنلاندی است، که در سال ۱۹۷۸ تأسیس شد.